# Tychy
Tychy (tyska: Tichau) är en stad i Śląsk vojvodskap i södra Polen.

## Historik
Första informationen om Tychy är från 1467. 
År 1629 började man bygga Tyskie Bryggerier (Browar Książęcy) och på 1800-talet byggde man ett till bryggeri (Browar Obywatelski) samt Cellulosafabriken. Från 1870 hade Tychy järnvägsstation och från 1922 efter folkomröstning införlivades Tychy med Polen (83,5% röstade för inträdet). Stadsrättigheter fick Tychy 1934. År 1950 började man bygga till staden, som har blivit en sovstad. Efter administrationsreformen för Tychy anslöts sådana städer som: Bieruń Stary, Bojszowy, Kobiór, Lędziny, Wyry och Imielin. År 1977 överfördes Imielin till Mysłowice. Tychy var då större än Katowice och förblev så fram till 1991.

## Geografi
Tychy ligger på ca 300 m ö.h. i södra delen av Śląsk vojvodskap och är en av dess större städer.
Tychy ligger exakt i korsningen mellan internationella vägen Warszawa–Wien (i Tychy är det Beskidzka) och landsvägen Opole–Krakow (Mikołowska och Oświęcimska). 
58 km norr om Tychy ligger Pyrzowice-flygplatsen, 65 km österut finns Kraków-Balices flygplats, 30 km sydväst ligger gränsen mellan Polen och Tjeckien och 55 km söderut ligger gränsen mellan Polen och Slovakien. Motorvägen A4 i öst-västlig riktning går 12 km bredvid Tychy. 
Ca 25 km från Tychy hittar man bergskedjan Beskiderna. 
I närheten finns flera kurorter: Szczyrk, Żywiec och Wisła, ca 30–45 km söderut. I klart väder har man utsikt över stora delar av Beskiderna med Babia Góra (1725 m ö.h.).
Från öst, syd och väst är Tychy omgivet av en stor skog, Pszczyna-skogen.
Tychy ligger i Wisłas avrinningsområde.

## Näringsliv
I Tychy bryggs ölet Tyskie.

## Kultur

### Museer och gallerier
- Museum Miniatyr Konst Professionell Henry Jan Dominiak i Tychy